# Diaethria branickii
Diaethria branickii is een vlinder uit de familie Nymphalidae. De wetenschappelijke naam van de soort is voor het eerst geldig gepubliceerd in 1883 door Charles Oberthür.